# Toron des chevaliers
Pour les articles homonymes, voir Toron.
Le Toron (arabe : تبنين, Tebnīne) est une forteresse ayant appartenu aux croisés, au Liban sur la route de Tyr à Damas. Elle se trouve dans l'actuel village de Tibnine. Victor Guérin a émis l'idée que Tibnine a toujours été une ville forte, "...tout porte à penser que, à l'époque judaïque et peut-être même kananéenne, Tibnin, à cause de sa position avantageuse au cœur même du pays, était déjà une ville forte,...".

## Nom
Le château de Toron doit son nom au vieux français qui signifie "éminence" ou "colline isolée" certainement dû à sa situation géographique.

## Histoire
Le Toron des Chevaliers, se situe dans la seigneurie de Toron dans le royaume de Jérusalem. Il fut construit par Hugues de Falkenberg en 1105 pour aider à la réduction de la ville de Tyr encore aux mains des Fatimides. À la mort de Hugues de Falkenberg, comme le château était sans défenses, l'émir Izz al-Mulk voulut s'en emparer, mais le roi Baudoin Ier inféoda celui-ci au seigneur Gervais de Bazoches qui mourut peu après, exécuté sur la place de Damas.
Le château revint alors au seigneur Onfroy Ier . Il fut alors successivement hérité par ses descendants Onfroy II de Toron et Onfroy IV de Toron,. Banias, qui fut donné à Baudoin II par les Assassins en 1128, a été hérité par Onfroy II lorsqu'il se maria avec la fille de Renier Brus, seigneur de Banias et d'Assebebe. Onfroy II céda une partie de Banias et de Chastel Neuf aux Hospitaliers en 1157. Banias et Toron furent fusionnés jusqu'à ce qu'ils tombent aux mains de Nur ad-Din en 1164 avant d'être récupéré.
Le château de Toron est resté une forteresse croisée jusqu'en 1187 avant de tomber au main de Saladin,.

« Son neveu, Taqi al din Omar, assiégeait le Toron, mais la garnison lui opposa une si vive résistance qu'il dut appeler Saladin à l'aide. Celui-ci obtint enfin, après de rudes assauts, la capitulation de la garnison qui dut payer rançon, abandonner son matériel de guerre et tout ce qui se trouvait dans la forteresse, mais elle obtint la liberté, et fut reconduite à Tyr par une escorte du sultan (26 juillet 1187) »

— Abu Chama.

« …Le samedi 22 juillet 1189, le sultan doit se rendre à Tibnin dont un détachement franc voulait s’emparer par Surprise. Saladin donna l’ordre à la garnison de Tibnin d’évacuer la place et il tendit un piège aux Francs. Il savait qu’un corps de cavalerie suivait une peu en arrière l’infanterie franque. Il divisa ses troupes en huit parties de vingt cavaliers chacune légèrement armés ; chaque section était très éloignée l’une de l’autre, et elle avait pour mission de tenir le plus longtemps possible, de fuir ensuite, et d’attirer ainsi, de la manière la plus inoffensive, les Francs à l’endroit que Saladin avait choisi pour leur tendre une embuscade. Alors ceux de Tibnin et ses sections de cavalerie, après avoir fait semblant de fuir devaient faire volte-face en entrainant leurs poursuivants là où Saladin n’avait plus qu’à les attendre les uns après les autres pour les décimer. Mais un excès de bravoure de la garnison de Tibnin qui battait en retraite, les vingt cavaliers qui devaient les premiers fixer un instant les fantassins francs refusèrent de fuir, malgré les ordres formels qu’ils avaient reçus. Ils résistèrent seuls aux efforts de l’ennemi, et en se défendant pendant plusieurs heures ils permirent à la cavalerie franque de revenir après avoir massacré ceux de Tibnin. Ils disputèrent la victoire à des troupes infiniment supérieures. Mais leur courage rendit inutiles toutes les dispositions que Saladin avait prises. Impatient de ne voir venir personne, en fin de journée, il quitta les lieux qu’il avait choisis pour écraser les chrétiens. Ceux-ci, le voyant arriver, se retirèrent en bon ordre, sans avoir perdu beaucoup de monde. »

— Albert Champdor,
Dix ans plus tard, en 1197, le Toron des Chevaliers fut assiégé par les croisés allemands de la troisième croisade. Le château fut démantelé par le sultan Malik al-Mu'azzam. Le château de Toron fut rétrocédé en 1229 aux Francs, deux ans après la mort de Malik al-Mu'azzam le 11 novembre 1227. Il fut restitué par l'empereur allemand Frédéric II à Marie d'Antioche et d’Arménie (1215-1259), arrière-petite-fille d’Onfroy III de Toron. Il sera définitivement perdu pour les croisés en 1266.
Le Toron des Chevaliers a été utilisé par différentes armées au fil des siècles en raison de sa position stratégique surplombant des kilomètres de terrain. Il a été détruit et reconstruit plusieurs fois au cours des ans. L'armée napoléonienne en route pour conquérir la Syrie en 1804 l’a saccagé. Les forces françaises pro-nazies de Vichy y étaient stationnées en 1940. Un an plus tard, un bataillon de l'armée britannique arriva pour les déloger et tint le château jusqu'à ce que le Liban obtienne son indépendance en 1943. Les premiers soldats irlandais qui sont arrivés dans la région à la suite de la mise en place des résolutions 425 (1978) et 426 ont organisé leur défilé de remise des médailles sur le toit de la tour ouest du château le 12 octobre 1978.
Jusqu'en 1921, deux lions de marbre gardaient l'entrée principale du château,. Les bêtes enchaînées sont une source de mystère car leur présence ne peut être datée ou rattachée à aucune des différentes factions qui régnaient sur la ville. Les lions ont disparu de nos jours, très probablement emportés et vendus par les locaux.

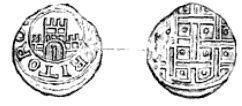
Monnaie de seigneurie des Croisés de Toron en Galilée, XIIe s. Inscription : Château de Toron (Castri Toroni)'.

Chabib Pacha Al-Assaad (arabe : شبيب باشا الأسعد), est né en 1852 à Tibnine, dans le château familial érigé au centre des ruines du château fort, siège du règne de son père, Ali Bey Al-Assaad. Tibnine et son château ont cessé d’être un centre de pouvoir quand Chabib Pacha Al-Assaad a déménagé à Saïda, où il est décédé en 1917
.
Il ne reste que peu des traces de Toron des Chevaliers d’origine. La ruine qu'on voit aujourd'hui est d'une époque postérieure au Moyen Âge ; l'enceinte est flanquée d'ouvrages carrés et demi-circulaires. C'est l'œuvre de Dahir al-Umar (arabe : ظاهر آل عمر الزيداني), pacha d’Acre au XVIIIe siècle, qui voulant se rendre indépendant, s'était révolté contre l'empire ottoman.

## Liste des Seigneurs de Toron
- Hugues de Falkenberg[22] (1105-1106)
- Onfroy Ier de Toron[23]. (env.1108-1136)
- Onfroy II de Toron (avant 1137-1179)
  - Onfroy III: mort avant son père
- Onfroy IV de Toron (1179-1183)
- Domaine royal de 1183 à 1187
- Onfroy IV (restitution) (1190-1192)
  - Occupation musulmane jusqu'en 1229
- Alix d'Arménie (1229-1236 (petite-fille de Onfroy III)
- Marie d'Antioche et d'Arménie (1236-1239) (fille d'Alix et arrière-petite-fille d'Isabelle, fille d'Onfroy III)
  - Occupation Musulmane de 1239 jusqu'en 1241
- Philippe Ier de Montfort (1241-1257)
- Jean de Montfort (1257-1283) mais le château fut perdu en 1266

## Caractéristiques
De nos jours, il ne subsiste presque plus rien mis à part les substructions ainsi que quelques assises de gros blocs.
Le château possédait une alimentation en eau grâce à un berquil situé à l'extérieur de l'enceinte. De plus, à l'intérieur du château, avait été construite une chapelle castrale dédiée à la Vierge.

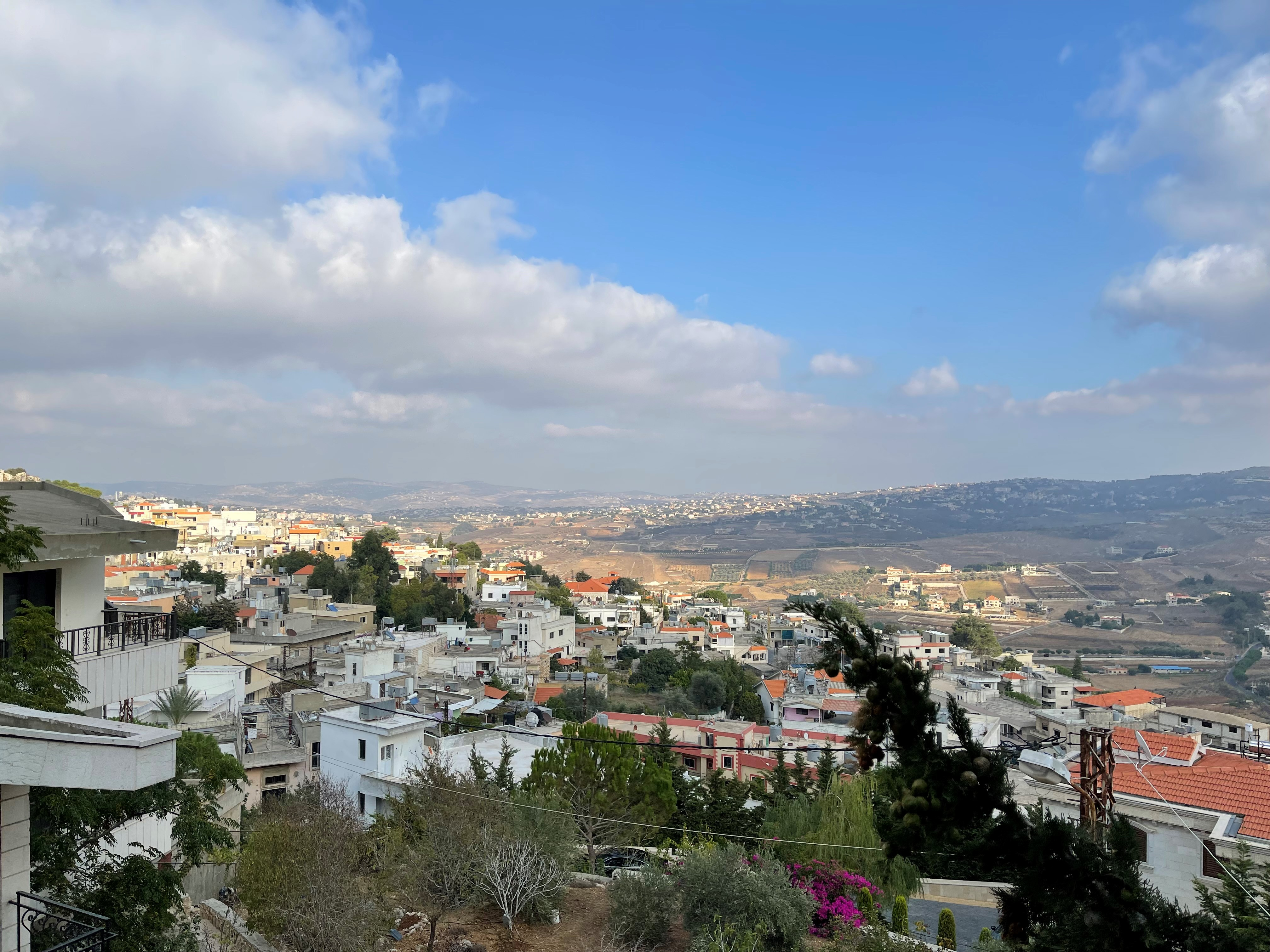
Vue de Tibnine.
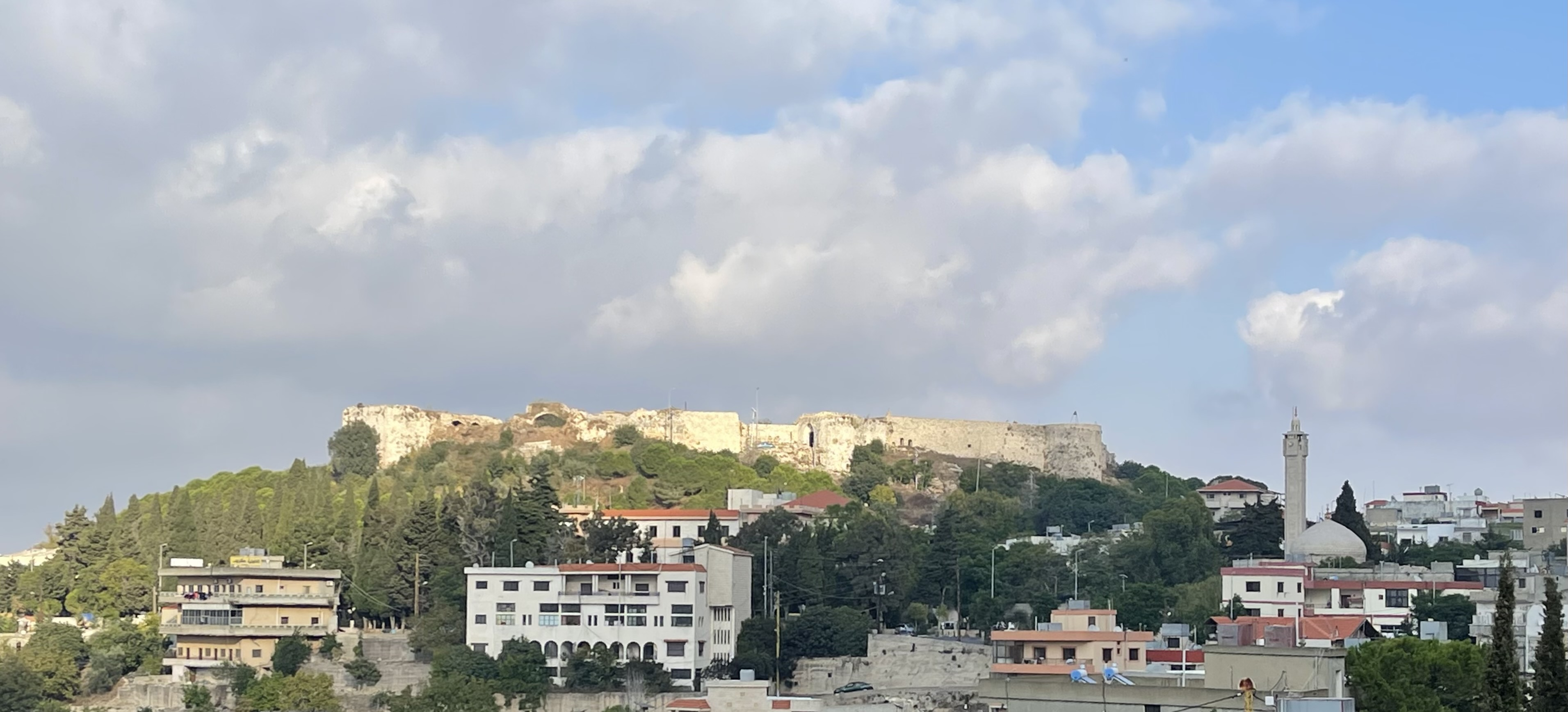
Vue du Toron des chevaliers à Tibnine côté de la Hâra al-Gharbié, une partie du village et de la nouvelle mosquée.
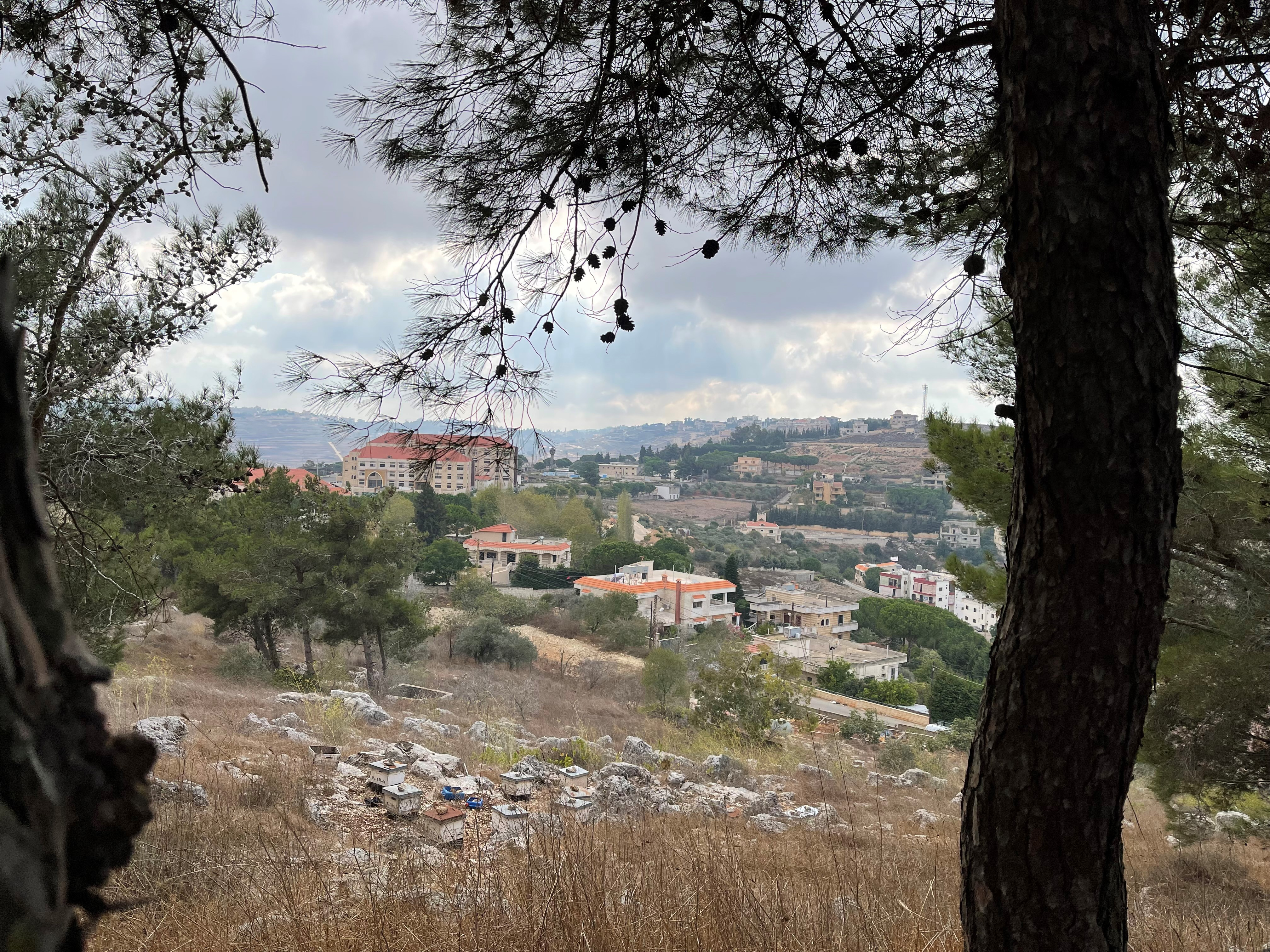
Nouveau quartier de Tibnine du côté ouest avec le nouveau Lycée.
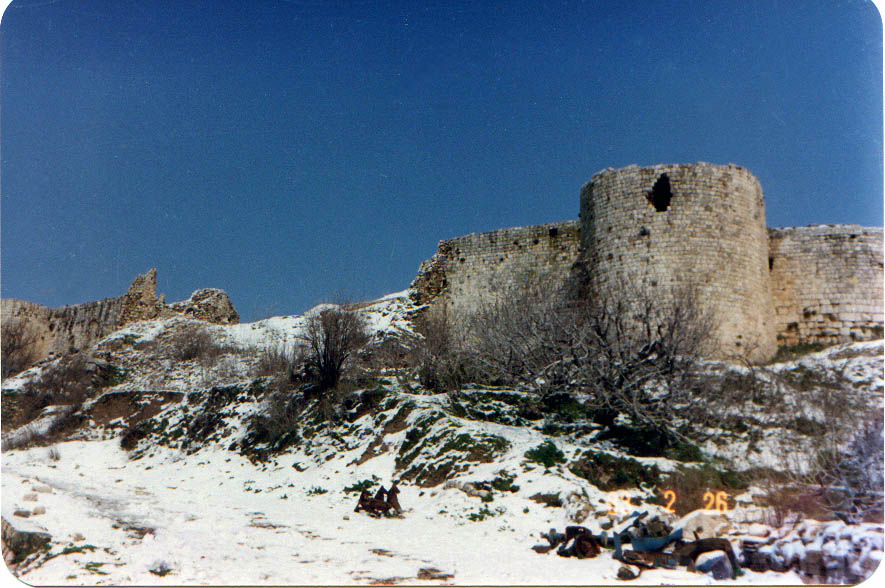
Château de Toron des Chevaliers à Tibnine Liban du Sud.